# Bitwa pod La Higueruela
Bitwa pod La Higueruela (zwana też bitwą przy drzewach figowych) – bitwa między wojskami kastylijskimi króla Jana II a muzułmańskimi Muhammada IX, do której doszło 1 lipca 1431 r. w trakcie Rekonkwisty na terytorium Grenady, zakończona zwycięstwem chrześcijan. 
Armią kastylijską dowodził konetabl Álvaro de Luna. Wygrana przez niego bitwa, choć nie przyniosła Kastylii żadnych korzyści terytorialnych, przyczyniła się do obalenia Muhammada IX i przejęcie na krótko władzy przez Jusufa IV (zm. 1432 r.), który zgodził się wznowić składanie hołdu i płacenie trybutu władcom Kastylii, co Jana II w zupełności satysfakcjonowało.
Według ówczesnych źródeł arabskich królestwo Granady nigdy nie poniosło większych strat niż w tej bitwie”; szacowano je na ponad 30 000 poległych, co wydaje się być jednak liczbą zawyżoną.
Bitwę upamiętniono w licznych freskach wykonanych w końcu XVI w. w Escorialu przez Fabrizio Castello, Orazio Cambiaso oraz Lazzaro Tavarone na zlecenie króla hiszpańskiego Filipa II. 